# Private Audition
Private Audition — шестой студийный альбом группы Heart, выпущенный 5 июня 1982 года. Альбом достиг 25 позиции в чарте Billboard Top LPs & Tape и провёл в чарте 14 недель. Песня «This Man Is Mine» была выпущена в качестве сингла и достигла 33-й позиции в чарте Billboard Hot 100 и 16-й позиции в чарте Hot Mainstream Rock Tracks. Сингл на песню «City’s Burning» достиг 15-й позиции в чарте Hot Mainstream Rock Tracks.
В 2009 году Private Audition был переиздан лейблом Beat Goes On в виде двойного CD с альбомом Passionworks (1983). До этого Private Audition был несколько лет снят с производства и стал самым труднодоступным для приобретения на CD альбомом Heart.

## Список композиций
1. «City’s Burning» (Энн Уилсон, Нэнси Уилсон, Сью Эннис[англ.]) — 4:25
2. «Bright Light Girl» (Энн Уилсон, Нэнси Уилсон, Сью Эннис) — 3:22
3. «Perfect Stranger» (Энн Уилсон, Сью Эннис) — 3:52
4. «Private Audition» (Энн Уилсон, Нэнси Уилсон, Сью Эннис) — 3:21
5. «Angels» (Энн Уилсон, Сью Эннис) — 2:59
6. «This Man Is Mine» (Энн Уилсон, Нэнси Уилсон, Сью Эннис) — 3:02
7. «The Situation» (Нэнси Уилсон, Майк Дерозьер) — 4:17
8. «Hey Darlin’ Darlin’» (Энн Уилсон, Сью Эннис) — 4:00
9. «One Word» (Нэнси Уилсон) — 4:32
10. «Fast Times» (Энн Уилсон, Нэнси Уилсон, Сью Эннис) — 4:03
11. «America» (Энн Уилсон, Сью Эннис) — 2:34

## Участники записи
- Энн Уилсон — гитара, вокал, бэк-вокал, фортепиано, флейта, бас-гитара
- Нэнси Уилсон — акустическая гитара, гитара, вокал, бэк-вокал, клавишные, фортепиано, электро-фортепиано, педальная слайд-гитара, бас-гитара
- Говард Лизи[англ.] — гитара, клавишные, бэк-вокал, колокол, фортепиано, Moog bass, Moog Drum, клавиолин, бас-нитара, альдо-рекордер, Hammond organ, тарелки
- Стив Фоссен — бас-гитара
- Майк Дерозьер — барабаны
- Сью Энни — фортепиано
- Линн Уилсон — бэк-вокал